# Monkodonja
Monkodonja je prazgodovinska naselbina v Istri.
Monkodonja, pomembna prazgodovinska naselbina iz okolice Rovinja, je redek primer sistematičnega raziskovanja, ki se je odvijalo po drugi svetovni vojni. Kljub pomanjkanju dokumentacije prvih izkopavanj Borisa Baćiča, je bilo naselbini namenjene veliko pozornosti. Največjo vlogo mesta je odigralo lončarstvo, medtem ko v metalurgiji niso blesteli. Sodelovanje prebivalcev v trgovskih mrežah na blizu in daleč, je pustilo pečat v načinu njihovega življenja in navsezadnje tudi v Istri (uvoz konjev, jelenov lopatarjev, itd).

## Lega naselbine in kratka zgodovina raziskovanj
Na kraškem področju v hrvaški Istri, natančneje pet kilometrov vzhodno od Rovinja, je naselbina iz obdobja bronaste dobe, imenovana Monkodonja. Na severu se zaključuje s strmimi obalami Limskega kanala, proti jugu pa se odpira ravnina, ki brez naravnih ovir sega proti sosednji pokrajini okoli Pule. Območje, ki ga pokriva rdeča zemlja ali drugače imenovana »terrarossa«, je apnenec mezozojske starosti in dolomit. V okolici so poznana tudi nahajališča boksitne rude, gradbenega in okrasnega kamna, kremenovega peska, laporja, aluvialne gline in ilovice v pečinah.
Monkodonja je ena izmed tristo petdeset do sedaj registriranih naselbin na področju Istre, ki ob enem velja za najvišje ležečo naselbino na tem območju, katere celotna površina je 32.000 m2. Podrobnejša raziskovanja in popisi naselij v Istri so se pričeli konec 19., začetek 20. stoletja, vendar obstoj Monkodonje ni bil znan do leta 1953, ko sta ga naključno odkrila kustosa Arheološkega muzeja iz Pule, Boris Baćić in Branko Marušić. Poročilo, ki je bilo napisano med raziskovanjem aprila 1954, podaja podatke o sistematičnem odkrivanju, ki ga je vodil Boris Baćić. Delovni dnevnik žal ni bil najden, omenjeno poročilo predstavlja le povzetek dela, ki ga je Baćič poslal Arheološkemu muzeju v Puli, ob enem je pa edini vir podatkov o raziskovanju iz tistega časa. Kopali so na območju 160 m², kjer so izkopali temelje večje pravokotne stavbe grajene iz kamenja in del kiklopskih zidov, ki so obkrožali zgornjo teraso. V zgradbi, ki je sestavljena iz dveh prostorov so našli dve ognjišči in peč za žganje keramike. Leta 1982 so ponovno pričeli raziskovati na tem področju Istre. Od leta 1997 so tukaj izkopavali puljski, rovinjski, berlinski in ljubljanski arheologi ob pomoči študentov, nekaj časa je raziskovanja financirala Nemška družba za odkrivanja, danes so to vlogo prevzeli domačini.
Monkodonja je ena najstarejših naselbin takega tipa, katera je bila v zagonu od zgodnje do srednje bronaste dobe (1800-1200 pr. n. št). Naselbina je bila s hišami gosto poseljena, imela naj bi okoli tisoč prebivalcev, ki so bili družbeno razslojeni. Prebivalci so obdelovali plodno dolino vse do morja, z višje ležečega pobočja so nadzorovali tudi plovbo. Na tak način so ustvarili tudi gospodarske in kulturne stike. Monkodonjo je obdajalo kilometer dolgo, tri metre široko in več kot tri metre visoko obzidje, grajeno iz kamnitih blokov težkih več ton. Bilo je dobro utrjeno mesto koncentričnega tipa s trojnim branikom in prostrano centralno ploščadjo, in pod njo dve krožni terasi. Premer le-teh je 160-200 metrov. Rezultat takšnega terena je oblika elipse.
Na območju naselja sta bili raziskani dve hiši (1 in 2), ki sta v neposredni bližini druga druge. Hiša 1 je bila raziskana maja 1954, čeprav je bila odkrita novembra 1953. Njeni temelji so pravilne, pravokotne oblike, dolžina notranjega prostora je sedem metrov, medtem ko je širina tri metre in pol. Zaradi slabe dokumentacije je težko oceniti višini zidov. Hiša je bila s predelno steno razdeljena na dva dela. Del zidu je ločeval majhno področje ob vzhodnem delu zidu, veliko okoli sedemdeset centimetrov. Vzhodni zid je bil zgrajen iz štirih velikih plošč, ki so bile podaljšek dveh večjih in dveh manjših kamnitih skal iz strukture hišnih zidov na severu. Na severni strani je bil obodni zid iz dveh delov, od katerih je bil notranji širši za dva metra. Zid se je končal na mestu, kjer se je začel manjši, polkrožni prostor, kjer se je nahajala peč za žganje keramike. Vsi zunanji zidovi so bili grajeni v tehniki suhogradnje z zunanjim in notranjim delom ter polnilom med njima. Hiša 2 je paralelno usmerjena na Hišo 1. O času in trajanju izkopavanj tega objekta žal ni podatkov, znano je le, da so se izkopavanja vršila v letu 1955. Dolžina hiše je enaka Hiši 1, sedem metrov, čeprav zidovi te hiše po ohranjenem načrtu sledeč niso bili narisani v popolnem obsegu. Zakaj se je to zgodilo ni povsem znano, morda se zidovi niso ohranili ali preprosto nikoli niso obstajali, ena od možnosti je tudi, da so izkopavanja predčasno odpovedali. Širina je pol metra daljša od Hiše 1, to je štiri metre. Severni zid je bil zgrajen iz kamenja, ki je v zahodnem delu oblikovano v štrlino. Južni zid je podoben južnemu zidu Hiše 1 s širino okoli pol metra, zgrajen iz ene plasti manjšega kamenja, katerih dolžina je največ petindvajset centimetrov. Za to stavbo so ohranjeni podatki, ki zajemajo tloris in ostala področja, ki so bila v celoti raziskana. Ti se pričnejo z opisi opazovanja in skicami raziskanih struktur iz leta 1954 in skicami novih struktur pod zidovi iz leta 1955. Prav tako je nemogoče sestaviti skupaj kronološkega zaporedja aktivnosti, zaradi pomanjkanja pisnih virov. V hiši so bila najdena štiri ognjišča, označena pod številkami 5, 6, 7 in 8. Ognjišče 8 je bilo v bližini zidu, medtem ko so bila ostala locirana v srednjem prostoru hiše. Med in ob ognjiščih je bilo najdeno veliko število ostankov spužev in školjk.
Na vzhodnem delu, kjer je manjši polkrožni prostor, so odkrili peč z rešetkami. Ko so jo leta 1954 našli, je bila dobro ohranjena. Obdana z zidovi se naslanja na zahodni zid Hiše 1 ter na obzidje terase. Peč je bila sestavljena iz keramične plošče debele okoli pet centimetrov, ki je v osmih vrstah imela pet ali šest lukenj do tri centimetre globoko. S hišne strani je bila na obeh straneh omejena z grobim zidom z vmesnim polnilom, ki je bilo široko osemdeset centimetrov. Dostop do nje je mogoč le z južne strani. Da bi jo ohranili, so jo ponovno zakopali in naslednje leto odpeljali v muzej. Podoben tip peči je bil dokumentiran v Nezakciju. V naselbino je bilo mogoče vstopiti iz zahodne in severne strani. Zahodna vrata so bila obrnjena proti morju in predstavljala glavni vhod v mesto. Skozi čas so se vedno znova dograjevala, kar kaže na pomen obrambe. Ozka, vhodna vrata so imela meter širine, toliko da so skoznje lahko prišli s konji. Ozka vhodna vrata na severnem delu obzidja, so  bila s cik-cak hodnikom speljana iz utrjenega mesta v pregrade zunaj obzidja. Sistem takšne gradnje je bil uspešen ob napadih, saj je oblika hodnika napadalce zmedla. Nedaleč stran od severnih vrat je bil odkrit ponor globine petdeset metrov. Veliki pokončni bloki na zahodnem delu jame kažejo na to, da je bila jama v nekem smislu povezana z naselbino. Čemu, se ne ve natančno, morda darovanju bogovom ali žrtvovanju ljudi.

## Življenje prebivalcev naselbine kot ga slikajo najdbe
Akropola Monkodonje je bila namenjena višjim slojem, ki so živeli v velikih zgradbah iz kamna in lesa. Zgradbe so bile med sabo povezane z ozkimi in vijugastimi ulicami. Razčlenjene stavbe so sestavljali široki prostori, ozki hodniki in odprti ter ograjeni predprostori. Te zgradbe so bile izkopane na severozahodnem delu skoraj kvadratne akropole. Bila je večkrat pregrajena in dograjena, kar je prineslo več prostora in novega izkoriščanja prostora.
Najdišča gline so v Istri bogata, zato je lončarstvo odigralo pomembno vlogo v času prazgodovine, Rimljanov in tudi v nedavni preteklosti. Velika količina keramičnega materiala je ena glavnih karakteristik mestnih naselbin. Keramični predmeti Monkodonje so narejeni brez uporabe lončarskega kolesa. Od začetka neolitika ter skozi celotno bronasto dobo so posode postavljali na ravno, najverjetneje leseno podlago. Dokončno oblikovani predmeti (oblikovali so jih tako, da so glino preprosto odvzeli iz notranjosti ali pa oblikovali trakove gline, katere so zlagali drug na drugega) so se sušili na dnevni temperaturi, kar je izdelku vzelo vodo in težo zmanjšalo za 25 – 30%. Žgali so jih v pečeh v hišah. Razvoj lončarstva je spodbudil tudi razvoj peči. Prve peči za žganje keramike so bile preproste, okrogle oblike, bolj podobne enostavnim izkopanim luknjam, katere so napolnili s slamo ali šibjem in nazadnje s keramičnimi proizvodi. S takšnimi pečmi temperature ni bilo mogoče nadzorovati. Iz generacije v generacijo se je tehnika žganja gline izpopolnjevala, kar je spodbudilo razvoj posod vse bolj zahtevnih oblik. Kasneje so peči imele prostor za žganje ločen od prostora, kjer je bil ogenj s keramično ploščo, kar je omogočilo večji nadzor. Vendar se nista dopolnila le postopka oblikovanja in žganja keramike, ampak tudi postopek pridobivanja in način obdelave gline. Od starih kultur so prevzeli tudi običaje, kot na primer, da so hrano ponudili na trinožnikih, ki so znani na Cipru, Kreti, pravzaprav v Sredozemlju. Noge trinožca predstavljajo posebno vrsto keramičnih umetnin najdenih na področju ostalin hiš. Je tipična najdba skoraj vsakega istrskega mesta. Trinožniki, keramične plošče okrogle oblike s tremi trikotnimi nogami, ki so najširše v zgornjem delu, kjer je noga spojena s ploščo in se ožijo proti dnu, so bili v široki uporabi in pomemben sestavni del vsakega ognjišča. Njih premer je težko določiti, saj se je zgornja plošča le redko ohranila. Najdenih je bilo šestinštirideset primerkov nog trinožca, kar predstavlja 0,2% vse keramike. Največ je bilo odkritih neokrašenih nog (osemindvajset kosov), nog z luknjo na zgornjem delu, katere so največje noge trinožca, deset kosov ter šest primerkov okrašenih nog. Okrašene noge so bile manjših dimenzij.
Čeprav je bila Monkodonja v lončarstvu zelo razvita, na področju metalurgije ne izstopa. Najdena je bila samo ena bronasta sekira, kar je morda dokaz za manjšo sposobnost domačih delavcev, vendar domače proizvodnje ne moremo popolnoma izključiti, saj so bili najdeni kalupi za oblikovanje kovin (največ na področju akropole), prav tako je dokazana zgodnja uporaba svinca. V južnem delu Zgornjega mesta je bila odkrita tudi livarna brona, kjer je po vsej verjetnosti bila obrtniška četrt. Te kovine so najverjetneje uvozili iz sosednjih, z rudninami bogatih področij ali večjih trgovskih središč. Kje natanko je bila sekira odkrita se ne ve, znano je le, da nekje na področju Hiše 2. Je 15 centimetrov dolga, širina rezila je 5 cm ter širina zatilja 1,2 centimetra. Je iz obdobja zgodnje bronaste dobe.
Do sedaj je bilo odkritih 50,000 ostankov kosti, uporabljene so bile tudi kot nakit. Poleg rastlinske hrane so 90% prehrane prebivalstva predstavljali živalski produkti, predvsem govedo, drobnica in svinje. Redili so tudi koze, imeli so že udomačene pse (domače živali so bile zunaj samega mesta). Mali odstotek prehranjevalne verige predstavlja prehrana iz mesa divjih živali, predvsem zajci, školjke, spužve in raki iz morja in bližnjih sladkih voda. Vsi deli živali so bili uporabni; meso so pojedli, za lastne potrebe so uporabili  kože, krzna, rogove in kosti. Ovce tedanjega časa so bile zelo majhne, okoli petdeset centimetrov, imele so slabo razvite rogove in namesto volne dlako. Svinje in govedo so nasprotno od ovac, bili zelo veliki. Govedo je bilo v pomoč pri delu na polju in pri vleki težkih predmetov. Najdeni so bili tudi ostanki konjskih kosti, kar kaže na povezavo s severno Italijo ali Karpatsko kotlino, kjer so udomačene konje poznali že v zgodnji in srednji bronasti dobi. Na stike s področjem Egejskega morja kažejo ostanki kosti in rogovi jelena lopatarja. Ta vrsta v Istri ni razširjena, pomembna vrsta pa je bil zaradi krzna ali preprosto kot  trofeja.